# Canal Metropolitano de Televisión
Canal Metropolitano Televisión (también conocida como Canal Máximo Televisión, Caracas Metropolitana Televisión o CMT) fue un canal de televisión abierta venezolano lanzado en 1993 y cerrado el 9 de febrero de 2007. El canal logró tener transmisión por más de 20 sistemas de cable a nivel nacional y regional.

## Historia
Fue creado a mediados de 1993 por Umberto Petricca Zugaro. Su programación constaba de noticias, cine, documentales, entrevistas, etc. Fue una de las primeras estaciones de televisión para transmitir en un canal de frecuencia ultra alta (UHF) en Venezuela. Sus estudios se encontraban en el barrio Los Cortijos de Lourdes.
En su primer año, CMT emitía programación por cinco horas al día (6:00 p.m. a 11:00 p.m.) y su cobertura alcanzó el 75% del área de la ciudad de Caracas desde un transmisor situado en el barrio de Colinas de Los Caobos. En 1995, el canal comenzó a transmitir 18 horas al día y trasladó sus estudios a Boleíta Norte.
El primer presidente del canal fue el reconocido periodista venezolano Jaime Suárez que tenía la idea de desarrollar un canal documental. Esa idea fue cambiada para convertirlo en un canal de variedades.
En 1997, CMT comenzó sus emisiones en el satélite Intelsat 709 y adquirió nuevas antenas para lograr una mayor cobertura. También sería el primer canal del país en usar un estudio virtual.
En 1999, Canal Metropolitano Televisión cambió su nombre a Canal Máximo Televisión, aunque para 2001 solo se nombraría por la marca CMT.
En el año 2000, CMT inauguró un poderoso telepuerto satelital, lo que le permitió enviar su señal a otras zonas del país.
En 2001, CMT aumenta su alcance por medio de un satélite. Su señal comienza a llegar a San Cristóbal (Canal 21), bajo el nombre Telellanos, también en Calabozo, Puerto Ordaz, y en las pequeñas cableoperadoras.
El canal se veía por el Canal 51 UHF en Caracas/Miranda y Barquisimeto, en otras ciudades por el canal 43 UHF, como en Maracaibo y Zulia, y en Valencia emitía por el canal 46 UHF.
CMT recibió los derechos de transmisión de Miss Global Venezuela 2006 y Miss Global Internacional 2006.

### Salida del aire
Después de atravesar varias crisis, el 13 de diciembre de 2006, los dueños de CMT deciden vender el canal al Gobierno venezolano. Dos meses después, el 8 de febrero de 2007, CMT cesó sus emisiones y comenzó a retransmitir el canal de noticias Telesur, el cual pasó de ser un canal de pago a una cadena de televisión abierta en Venezuela.
En mayo de 2007 cedió una porción de su programación para el canal estatal TVes en sus inicios como Producciones nacionales independientes.

## Programación
Los principales programas del canal en sus primeros años fueron las series clásicas norteamericanas El show de Lucy, Taxi, Mork y Mindy, La pequeña casa de la pradera, El bote del amor, Webster, ¿Tú otra vez?, entre otros.
Asimismo programas de variedades como El show de Juan Manuel conducido por Juan Manuel La Guardia (Full Cholla), los documentales de TransTel, NewsFiles, DW y noticieros internacionales como el mexicano ECO.
Entre las figuras más recordadas del canal se encuentran la animadora Katty Tahhan,El Periodista y narrador de noticias Luis Miguel Lollett,El periodista y comentarista deportivo Josè Visconti (†),  Juan Carlos Aguirre Romero, María Elena Useche, la periodista y narradora de noticias Shia Bertoni, Walter Martínez, Idania Chirinos, Julio César Camacho,El Director Gerente del canal por varios añosVicente Callandriello,la locutora Zenaida Belisario, La periodista Marta Salazar "Pepe" Delgado Rivero (ya que la planta fue el canal oficial del equipo de baloncesto Panteras de Miranda y el de béisbol Tiburones de la Guaira), el periodista Paul Esteban, el comentarista Max Lefeld Burguillos, la veterana periodista venezolana Sofía Ímber, el reconocido director de televisión Daniel Farias Valentina Quintero, César Messori (hijo) y Marycarmen Sobrino. Más tarde se incorporarían otras figuras como Andreína Véliz, Mariana Carlés, Jenirée Blanco, Maritbar Araque, Javier Tovar Guédez, José Domingo "Mingo" Blanco, Ítalo Luongo (†); entre otros.
Así mismo, varios políticos de los años 1990 pudieron tener programas de opinión, entre los que se cuentan la exsenadora Paulina Gamus con el programa ¿Sabe usted?, el diputado socialcristiano Agustín Berríos con el programa Deslinde, Juan Barreto (que posteriormente sería alcalde mayor de Caracas) con el programa En el blanco que conducía junto con Francisco Solórzano "Frasso".

### Programas originales transmitidos
- Dossier (cancelada en Venezolana de Televisión y en teleSUR)[6]
- Mujeres y Algo Más
- Mundo Latino._*
- El Boletìn Bursàtil con Luis Miguel Lollett
- El Mágico Mundo del Cine
- Vacilatexto
- Grandes Musicales
- Sabor a Chef
- Noticias CMT con Luis Miguel Lollett y Shia Bertoni
- Medicina en Cápsulas
- Compás Internacional
- Cine Solo Cine
- Arianí (luego transmitida por Canal I)
- Así es mi País (luego transmitida en Canal I, en 2007 por TVes)
- Destinos, Sabores y Cantores (en 2007 por TVes)
- Querencias (en 2007 por TVes)
- Con Calor Venezolano (en 2007 por TVes)
- Hermanos (serie)
- A tu ritmo
- Valentina TV
- Arrasando
- Vuelo en Parapente (en 2007 por TVes, anteriormente había sido transmitido por Venezolana de Televisión y en un principio por Telecaribe)
- Tae-Tek (en 2007 por TVes)
- El Show de Juan Manuel
- Techo Propio

#### Infantiles
- Que Tal Chamo
- Hermanos

#### Deportes
- Grand Slam (luego transmitida por Meridiano Televisión)
- Perfil Deportivo
- Basket Report
- Rugen Los Motores (luego transmitida por Meridiano Televisión)
- CMT Deportes
- Futbol Reportar
- Mundiales del Fútbol
- Conexión Con el Béisbol
- Revista Hípico
- Favoritos de Cabalgata Hípica
- Liga Venezolana de Béisbol Profesional

#### Información
- Noticias CMT (tres ediciones diarias) Emisiòn Estelar con Shia Bertoni y Luis Miguel Lollett[8]]]

#### Dictamen
- Visión Informativa con Italo Luongo
- Compás Internacional
- ¿Teodoro Que Dice? (conducido por Teodoro Petkoff)

#### Premios
- World Music Awards (1999-2000)[9]

## Controversias
Al igual que los canales Venevisión, RCTV y Televen, CMT fue acusado de ser uno de los partícipes en el Golpe de Estado en Venezuela de 2002 contra el entonces presidente Hugo Chávez.También se le criticó desde Miraflores por su respaldo al Paro petrolero de 2002-03.